# Lydia (paquebot)
 (février 2022).
L'article doit être relu — et modifié si nécessaire — par des contributeurs indépendants pour apporter un regard critique aux contributions effectuées en violation des conditions d'utilisation de Wikipédia, tant sur la forme (notamment concernant le style encyclopédique, la proportionnalité) que sur le fond (la neutralité de point de vue, la qualité et l'indépendance des sources).
Pour les articles homonymes, voir Lydia.
42° 49′ 38,92″ N, 3° 02′ 28,34″ E

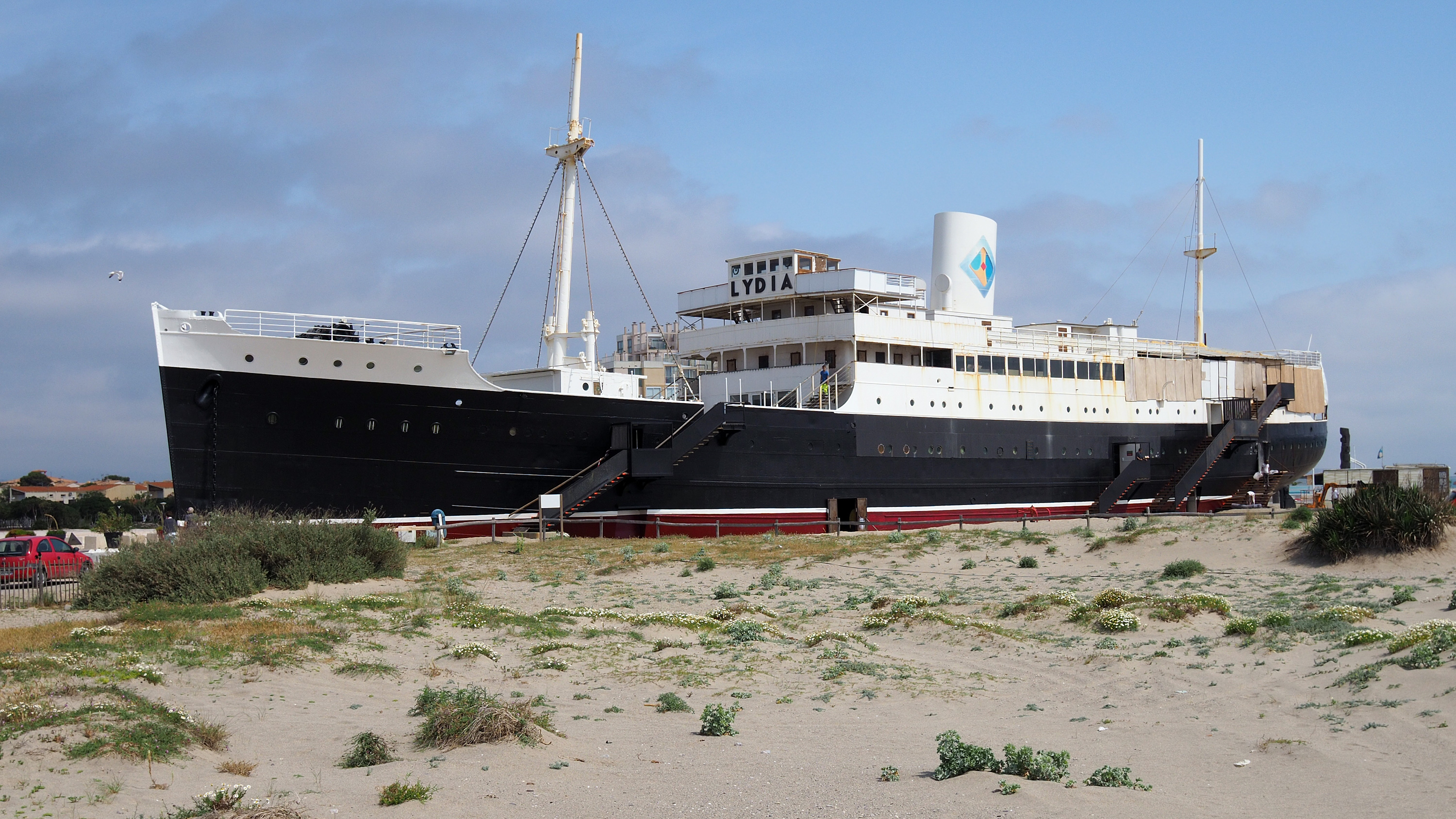
Le Lydia en 2019, au Barcarès.

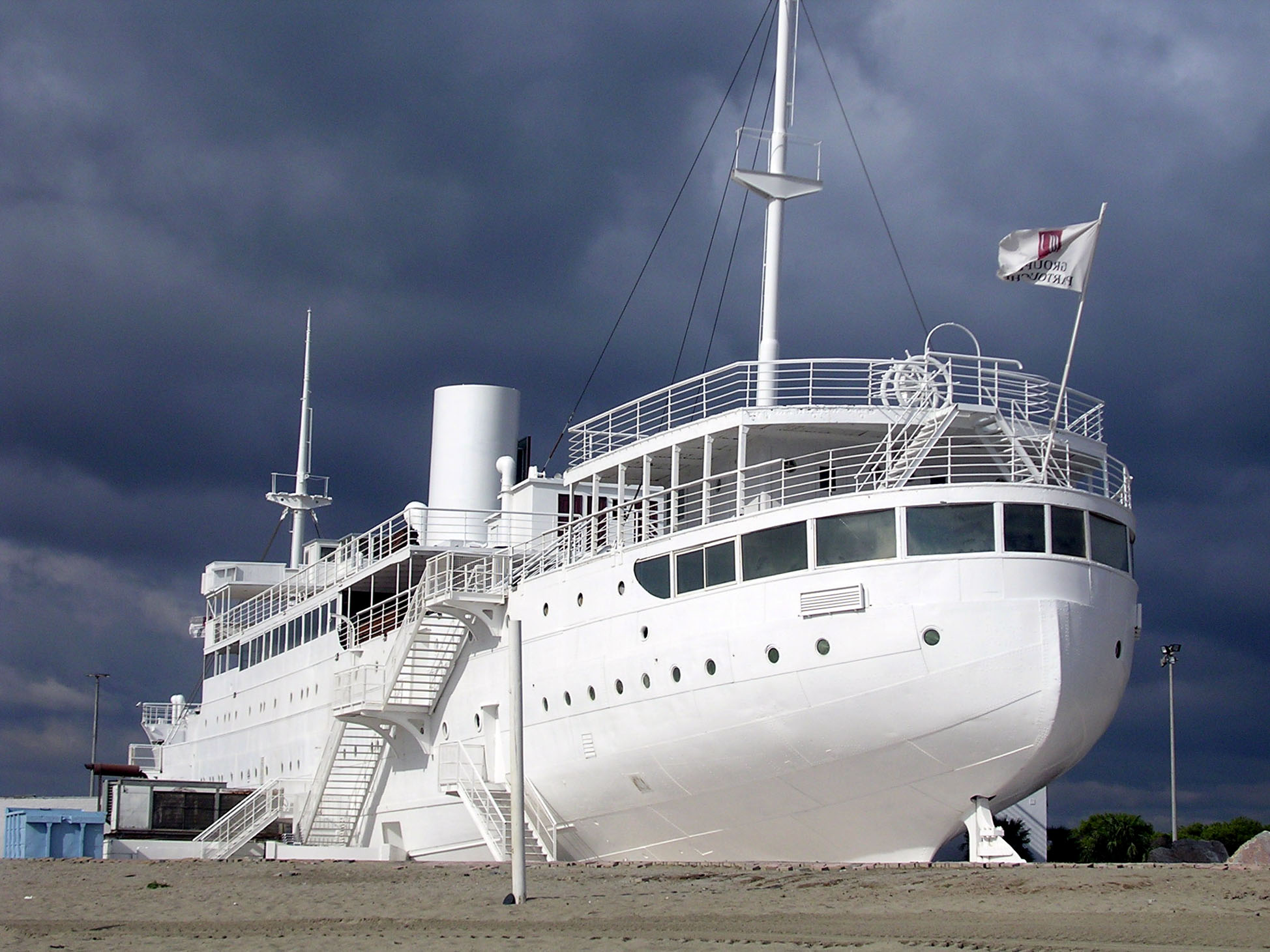
Le Lydia, navire ensablé au Barcarès transformé en casino du groupe Partouche.

Le Lydia est un paquebot mixte construit en 1931 au Danemark et initialement baptisé Moonta. Après avoir navigué dans les mers australes sous pavillon australien jusqu'en 1955 puis en Méditerranée sous pavillon grec, il fut désarmé et ensablé en 1967 sur la plage du Barcarès. Il a servi tour à tour de restaurant, discothèque ou encore de casino. Devenu propriété de la ville en 2011, il a été transformé en musée et reçoit de nombreuses expositions.

## Histoire

### Navire de croisière
Le Lydia a été construit par les chantiers navals Burmeister & Wain au Danemark pour la compagnie Adelaide Steamship Co Ltd. qui l'a exploité sur les lignes du sud et de l'est de l'Australie. Son nom original provient de la ville de Moonta en Australie-Méridionale. Cette compagnie désirait acquérir un paquebot à moteur diesel pour l'exploiter sur les lignes du sud et de l'est de l'Australie. Son parcours autour du Golfe Spencer, baptisé « Gulf Trip », fera son succès. Le prix attractif du « Gulf Trip » (6 livres australiennes en 1931) en fera l'un des voyages de noces favoris des jeunes mariés et des familles dans cette région du monde. Une sorte de Love Boat avant l'heure.
En 1955, il est acheté par la compagnie grecque Hellenic Mediterranean Lines qui le rebaptise Lydia, du nom grec de Lydie (en grec Λυδία), une ancienne province grecque d'Asie Mineure. Sa capacité passe de 140 à 280 passagers et il est utilisé sur la ligne Marseille-Beyrouth, via Gênes, Naples, Le Pirée, Alexandrie et Limassol.
Le Lydia est désarmé en 1966.

### Navire ensablé
Après avoir été désarmé, le navire est racheté juste avant Noël 1966 par la SEMETA, société mixte chargée de l’aménagement de la toute nouvelle station balnéaire à naître de Port-Barcarès dans les Pyrénées-Orientales. À l'initiative de son président, le sénateur Gaston Pams, l'objectif est d'en faire le symbole de cette opération d’aménagement et de marquer la volonté forte de l'État français de valoriser cet immense lido désertique coincé entre la Méditerranée et l'étang de Salses.
Après des transformations par la société provençale Les Ateliers Terrin à Marseille, il est convoyé en juin 1967 vers son port d'attache définitif.
Un chenal de 600 m et une souille (port artificiel) sont creusés pour l'amener jusqu'à son emplacement actuel et le déposer sur la plage, près de trois mètres au-dessus du niveau de la mer.
Après de coûteux travaux d’aménagement, le Lydia est luxueusement transformé en centre de loisirs comprenant trois bars, un snack, une discothèque, un restaurant, des douches et une piscine. Un hôtel et un casino sont prévus. Le succès est immédiat et des centaines de milliers de visiteurs se pressent pour voir ce navire « qui tient si bien la terre ». Plusieurs artistes en font une escale incontournable parmi lesquels Johnny Hallyday, Sylvie Vartan, Michel Polnareff et Claude François…
Le navire est vendu en 1973 à Kuniko Tsutsumi, femme d'affaires japonaise, qui le transforme en discothèque et casino de luxe. De nombreux travaux sont entrepris et la nouvelle décoration est l’œuvre du décorateur Michel Ambrogi. Le Lydia baigne alors dans le luxe et le casino engrange les abondantes devises que la clientèle espagnole (l'ordre franquiste interdit les casinos en Espagne) vient perdre sur les tables de jeux. Le cuisinier français Georges Landriot est chargé des cuisines du navire jusqu'au milieu des années 1970.
En 1976, quelques scènes du film de Philippe Labro L'Alpagueur, avec Jean-Paul Belmondo et Bruno Cremer, sont tournées sur le Lydia. On peut y voir le personnel du casino d’époque, et le décor rénové quelques années auparavant.
En 1980, à la suite de la mort de Franco et de la réouverture des casinos en Espagne, prise dans des tourments financiers, Kuniko Tsutsumi revend le Lydia. L'âge d'or s'achève à l'orée des années 1980.
Dans les trente années qui vont suivre, le paquebot va lentement se dégrader sous la férule de trois groupes de casinotiers, qui vont délaisser son entretien. Dans cette période, le paquebot va affronter de nombreuses tempêtes. Il est notamment plastiqué par des truands en 1983 et en 1997. Le ministre de l'Intérieur ferme alors le casino pour « graves dysfonctionnements dans la gestion financière ».
Alain Ferrand propriétaire depuis 1988 revend le Lydia en février 2000 au groupe Partouche qui y effectue des travaux de rénovation pour 12 millions d'€ et y rouvre un restaurant et une discothèque, appelée Moonta (premier nom du bateau). En 2004, le casino est ouvert. Face à l'absence de rentabilité, ce dernier casinotier jette l'éponge définitivement quelques années plus tard. En 2008, le casino est définitivement fermé.
Il est racheté par la mairie du Barcarès en 2011 pour 1 million d'euros. La mairie le transforme en musée et y organise des expositions. À partir de 2014, des travaux de restauration sont engagés pour que le paquebot retrouve sa silhouette originale avec la collaboration technique et historique d'une association de protection de ce patrimoine unique en Europe.

## Événements
Les grands événements qui se déroulent dans les Jardins du Lydia :
- Electrobeach Music Festival, un festival de musique électronique qui a lieu tous les ans au mois de juillet de 2009 à 2023.
- Anniversaire du Lydia avec un feu d'artifice le premier dimanche du mois d'août.
- Village de Noël du Barcarès.
- Le Festival du polar et de l'aventure, qui a lieu courant juin.
- Festival Oil and Sand, le premier week-end de septembre.
- Mis en scène en 1976 dans le film L'Alpagueur avec Jean-Paul Belmondo.
- Festival Les Déferlantes Sud de France depuis 2023.

## Discographie
L'album posthume enregistré en public Johnny Live Port Barcarès 1969, paru en 2020, est l'enregistrement d'un concert de Johnny Hallyday donné « au pied » du Lydia le 9 août 1969,. 